# Константин Бакалбаша
Константин Бакалбаша (рум. Constantin Bacalbașa; 21 серпня 1856, Бреїла, Валахія — 5 лютого 1935, Бухарест) — румунський письменник-мемуарист, журналіст, політик.

## Біографія
Вивчав право в Бухарестському університеті. Після двох років навчання в 1879 році залишив університет і вибрав кар'єру журналіста. Співпрацював з низкою румунських видань, в тому числі, Emanciparea, Adeverul, Drepturile omului, Telegraful, Conservatorul, Epoca, Dimineata, Universul, Literatorul, Lupta, Naratiunea.
Засновник щоденних газет: «Țara», «Patriotul», «Românimea» і гумористичного журналу «Ghiță berbecul».
Організатор синдикату румунських журналістів і президент профспілки журналістів (1919).
Найбільш важлива праця — «Старий Бухарест» (рум. Bucureștii de altădată) — складається з п'яти томів і розповідає про історію Бухареста з 1870 по 1918 рік.

## Вибрана бібліографія
- Bucureștii de altădată (Le Bucarest d autrefois, 1927-1932)
- Capitala sub ocupatia dușmanului (1921)
- Dictatura gastronomică (1935)
- Chestia cârciumarilor
- Răvașe de plăcinte
- Peticul lui Berechet